# Plebiscyt Przeglądu Sportowego 2011
77. Plebiscyt na 10 Najlepszych Sportowców Polski 2011 roku zorganizowany został przez Przegląd Sportowy i Telewizję Polską. Dwudziestu oficjalnych kandydatów przedstawionych zostało 24 listopada 2011 roku na konferencji w warszawskim hotelu Hilton. Głosowanie składało się z dwóch etapów. W pierwszym, który rozpoczął się 25 listopada 2011 roku, oddawano głosy za pomocą kuponów i na oficjalnej stronie internetowej, w drugim - trwającym w trakcie gali - za pomocą SMS-ów. 
Gala Mistrzów Sportu, w trakcie której ogłoszone zostały nazwiska dziesięciu wybranych sportowców, odbyła się 7 stycznia 2012 roku w Teatrze Polskim w Warszawie. Reżyserowana była przez Jerzego Kręcika, a pokazywała ją TVP1. Galę prowadzili Przemysław Babiarz i Maciej Kurzajewski. W trakcie Gali Mistrzów Sportu wystąpili Marcin Wyrostek z zespołem Tango Corazon Quintet oraz Kayah.
Najlepszym sportowcem Polski 2011 roku wybrana została trzeci raz z rzędu Justyna Kowalczyk.
Po gali w hotelu Hilton zorganizowany został Bal Mistrzów Sportu.

## Nominowani
| Nr | Kandydat                            | Dyscyplina sportu             | Klub sportowy/ Grupa sportowa | Osiągnięcia w 2011 | Źródło                        |
| -- | ----------------------------------- | ----------------------------- | ----------------------------- | --- | ----------------------------- |
| 1  | Jakub Błaszczykowski                | piłka nożna                   | Borussia Dortmund             | mistrzostwo Niemiec występ w Lidze Mistrzów | plebiscyt.przegladsportowy.pl |
| 2  | Konrad Czerniak                     | pływanie                      | Wisła Puławy                  | srebrny medal mistrzostw świata - 100 m stylem motylkowym dwa złote medale i jeden brązowy mistrzostw Europy na krótkim basenie - 100 m stylem motylkowym, 50 m stylem dowolnym i 50 m stylem motylkowym | plebiscyt.przegladsportowy.pl |
| 3  | Grzegorz Fijałek Mariusz Prudel     | siatkówka plażowa             | brak                          | 5. miejsce mistrzostw świata 2. miejsce w turniejach Grand Slam w Stavanger i Starych Jabłonkach | plebiscyt.przegladsportowy.pl |
| 4  | Jakub Giermaziak                    | sporty motorowe               | Verva Racing Team             | 3. miejsce w klasyfikacji generalnej Porsche Supercup | plebiscyt.przegladsportowy.pl |
| 5  | Jarosław Hampel                     | żużel                         | Unia Leszno VMS Elit Vetlanda | złoty medal Drużynowego Pucharu Świata 3. miejsce w Grand Prix IMŚ | plebiscyt.przegladsportowy.pl |
| 6  | Damian Janikowski                   | zapasy                        | WKS Śląsk Wrocław             | srebrny medal mistrzostw świata - styl klasyczny (kategoria 84 kg) | plebiscyt.przegladsportowy.pl |
| 7  | Justyna Kowalczyk                   | biegi narciarskie             | AZS-AWF Katowice              | dwa srebrne i jeden brązowy medal mistrzostw świata zwycięstwo w Pucharze Świata zwycięstwo w Tour de Ski                                                                                                | plebiscyt.przegladsportowy.pl |
| 8  | Bartosz Kurek                       | piłka siatkowa                | PGE Skra Bełchatów            | srebrny medal Pucharu Świata brązowy medal mistrzostw Europy brązowy medal Ligi Światowej | plebiscyt.przegladsportowy.pl |
| 9  | Mateusz Kusznierewicz Dominik Życki | żeglarstwo                    | YKP Warszawa Spójnia Warszawa | srebrny medal otwartych mistrzostw Europy w klasie Star | plebiscyt.przegladsportowy.pl |
| 10 | Robert Lewandowski                  | piłka nożna                   | Borussia Dortmund             | mistrzostwo Niemiec występ w Lidze Mistrzów | plebiscyt.przegladsportowy.pl |
| 11 | Adam Małysz                         | skoki narciarskie             | KS Wisła Ustronianka          | brązowy medal mistrzostw świata 3. miejsce w Pucharze Świata | plebiscyt.przegladsportowy.pl |
| 12 | Mateusz Polaczyk                    | kajakarstwo górskie           | AZS-AWF Kraków                | srebrny medal mistrzostw świata - kategoria K-1 | plebiscyt.przegladsportowy.pl |
| 13 | Agnieszka Radwańska                 | tenis                         | Nadwiślan Kraków              | zwycięstwa w czterech turniejach kategorii Premier (trzy w grze singlowej, jeden w grze deblowej) udział w WTA Tour Championships                                                                        | plebiscyt.przegladsportowy.pl |
| 14 | Piotr Siemionowski                  | kajakarstwo                   | Zawisza Bydgoszcz             | złoty medal mistrzostw świata - kategoria K-1 200 m złoty medal mistrzostw Europy - kategoria K-1 200 m                                                                                                  | plebiscyt.przegladsportowy.pl |
| 15 | Kamil Stoch                         | skoki narciarskie             | AZS Zakopane                  | 2. miejsce w Letnim Grand Prix 10. miejsce w Pucharze Świata | plebiscyt.przegladsportowy.pl |
| 16 | Marek Twardowski                    | kajakarstwo                   | Cresovia Białystok            | złoty medal mistrzostw świata - kategoria K-1 500 m | plebiscyt.przegladsportowy.pl |
| 17 | Marta Walczykiewicz                 | kajakarstwo                   | KTW Kalisz                    | srebrny i brązowy medal mistrzostw świata - kategorie K-1 200 m i K-1 4x200 m | plebiscyt.przegladsportowy.pl |
| 18 | Maja Włoszczowska                   | kolarstwo górskie             | CCC Polkowice                 | srebrny medal mistrzostw świata - cross-country srebrny medal mistrzostw Europy - cross-country | plebiscyt.przegladsportowy.pl |
| 19 | Paweł Wojciechowski                 | lekkoatletyka (skok o tyczce) | Zawisza Bydgoszcz             | złoty medal mistrzostw świata złoty medal młodzieżowych mistrzostw Europy złoty medal światowych wojskowych igrzysk sportowych rekordy Polski w hali i na stadionie                                      | plebiscyt.przegladsportowy.pl |
| 20 | Adrian Zieliński                    | podnoszenie ciężarów          | Tarpan Mrocza                 | brązowy medal mistrzostw świata - kategoria do 85 kg | plebiscyt.przegladsportowy.pl |

## Wyniki głosowania
| Miejsce | Imię i nazwisko                     | Liczba punktów | Wręczający nagrodę                                            | Uwagi                                                                  |
| ------- | ----------------------------------- | -------------- | ------------------------------------------------------------- | ---------------------------------------------------------------------- |
| 1       | Justyna Kowalczyk                   | 320 930        | Marcin Kalita Włodzimierz Szaranowicz                         | nieobecna, nagrodę odebrali rodzice Janina i Józef Kowalczykowie       |
| 2       | Bartosz Kurek                       | 186 627        | Jerzy Dudek                                                   |                                                                        |
| 3       | Adam Małysz                         | 166 482        | Leszek Blanik                                                 | nieobecny, nagrodę odebrał Apoloniusz Tajner                           |
| 4       | Agnieszka Radwańska                 | 161 338        | Sylwia Gruchała                                               | nieobecna, nagrodę odebrał dyrektor sportowy PZT Wojciech Andrzejewski |
| 5       | Maja Włoszczowska                   | 142 658        | Szymon Kołecki                                                |                                                                        |
| 6       | Paweł Wojciechowski                 | 137 712        | Monika Pyrek                                                  |                                                                        |
| 7       | Robert Lewandowski                  | 116 174        | Franciszek Smuda                                              | nieobecny, nagrodę odebrała matka Iwona Lewandowska                    |
| 8       | Jarosław Hampel                     | 113 707        | Krzysztof Włodarczyk                                          |                                                                        |
| 9       | Konrad Czerniak                     | 111 448        | Michał Jeliński Marek Kolbowicz Adam Korol Konrad Wasielewski | nieobecny, nagrodę odebrali rodzice Barbara i Dariusz Czerniak         |
| 10      | Kamil Stoch                         | 107 012        | Tomasz Gollob                                                 |                                                                        |
| 11      | Jakub Błaszczykowski                | 72 245         | –                                                             | –                                                                      |
| 12      | Grzegorz Fijałek Mariusz Prudel     | 64 595         | –                                                             | –                                                                      |
| 13      | Jakub Giermaziak                    | 63 532         | –                                                             | –                                                                      |
| 14      | Adrian Zieliński                    | 49 509         | –                                                             | –                                                                      |
| 15      | Piotr Siemionowski                  | 40 513         | –                                                             | –                                                                      |
| 16      | Marek Twardowski                    | 40 344         | –                                                             | –                                                                      |
| 17      | Mateusz Kusznierewicz Dominik Życki | 34 030         | –                                                             | –                                                                      |
| 18      | Damian Janikowski                   | 30 691         | –                                                             | –                                                                      |
| 19      | Marta Walczykiewicz                 | 30 179         | –                                                             | –                                                                      |
| 20      | Mateusz Polaczyk                    | 26 438         | –                                                             | –                                                                      |

## Nagrody specjalne
| Kategoria                   | Zdobywca nagrody                                | Wręczający nagrodę     | Uwagi |
| --------------------------- | ----------------------------------------------- | ---------------------- | --- |
| Superczempion               | Adam Małysz                                     | Ryszard Szurkowski     | nieobecny, nagrodę odebrał Apoloniusz Tajner |
| Drużyna roku                | reprezentacja Polski w piłce siatkowej mężczyzn | Piotr Szymanek         | nagrodę odebrali: Andrea Anastasi, Zbigniew Bartman, Karol Kłos, Michał Kubiak, Bartosz Kurek, Marcin Możdżonek, Michał Winiarski i Paweł Zatorski |
| Trener roku                 | Marek Cieślak                                   | Jerzy Kryszak          | |
| Nadzieja olimpijska         | Paweł Wojciechowski                             | Tomasz Majewski        | |
| Odkrycie roku               | Jakub Giermaziak                                | Dariusz Jacek Krawiec  | |
| Impreza roku                | Tour de Pologne 2011                            | Włodzimierz Kleniewski | pod nieobecność Czesława Langa nagrodę odebrał dyrektor marketingu firmy Lang Team Adam Siluta                                                     |
| Mecenas sportu              | Polska Grupa Energetyczna                       | Irena Szewińska        | nagrodę odebrał wiceprezes zarządu ds. korporacyjnych i prawnych PGE Piotr Szymanek                                                                |
| Patron sportu młodzieżowego | Coca-Cola                                       | Piotr Sobczyński       | nagrodę odebrał dyrektor generalny Coca-Cola Poland Services Paul Woodward                                                                         |